# Lukas Müller
Lukas Müller (Wetzlar, 19 de mayo de 1987) es un deportista alemán que compitió en remo.
Participó en los Juegos Olímpicos de Londres 2012, obteniendo una medalla de oro en la prueba de ocho con timonel.
Ganó dos medallas de oro en el Campeonato Mundial de Remo, en los años 2010 y 2011, y una medalla de oro en el Campeonato Europeo de Remo de 2010.

## Palmarés internacional
| Juegos Olímpicos   | Juegos Olímpicos            | Juegos Olímpicos | Juegos Olímpicos |
| Año                | Lugar                       | Medalla          | Prueba           |
| ------------------ | --------------------------- | ---------------- | ---------------- |
| 2012               | Londres (Reino Unido)       | Medalla de oro   | Ocho con timonel |
| Campeonato Mundial |                             |                  |                  |
| Año                | Lugar                       | Medalla          | Prueba           |
| 2010               | Cambridge (Nueva Zelanda)   | Medalla de oro   | Ocho con timonel |
| 2011               | Bled (Eslovenia)            | Medalla de oro   | Ocho con timonel |
| Campeonato Europeo |                             |                  |                  |
| Año                | Lugar                       | Medalla          | Prueba           |
| 2010               | Montemor-o-Velho (Portugal) | Medalla de oro   | Ocho con timonel |